# 八頭町立八頭中学校
八頭町立八頭中学校（やずちょうりつ やずちゅうがっこう）は、鳥取県八頭郡八頭町郡家にある公立中学校。2015年4月、八頭町内3中学校（中央、船岡、八東）を統合し、旧中央中校舎を活用し統合校舎として開校。

## 沿革
- 2015年（平成27年）4月1日 - 開校、4月7日に開校式が挙行される[2]。

## 校区
- 校区は、郡家東小学校、郡家西小学校、船岡小学校、八東小学校の通学区域となっている。すべて八頭町内。